# Karate Kid II - La storia continua...
Karate Kid II - La storia continua... (The Karate Kid - Part II) è un film statunitense del 1986, diretto da John G. Avildsen.
È il seguito di Per vincere domani - The Karate Kid. La trama della pellicola riparte da dove finiva quella del capitolo precedente.

## Trama
Al termine del torneo di All Valley, John Kreese discute con Johnny Lawrence nel parcheggio, accusandolo di essere un fallito e aggredendo il ragazzo fisicamente. Dopo aver osservato la scena assieme a Daniel, Miyagi decide di intervenire: libera Johnny dalla presa di Kreese e affronta quest'ultimo, rendendolo inerme e sbeffeggiandolo.
Qualche tempo dopo, Daniel viene a sapere che sua madre ha intenzione di trasferirsi in un'altra città per un breve periodo di tempo, ma ottiene di rimanere a casa del maestro. Un giorno Miyagi riceve un telegramma che lo informa del grave stato di salute del padre, e parte con Daniel per Okinawa per andare al capezzale del genitore. Giunti ad Okinawa, Daniel e Miyagi vengono condotti con l'inganno in un hangar privato dove trovano Sato, che si mostra adirato con Miyagi per un conto in sospeso che ha con lui ormai da molti anni. Sato permette a Miyagi di vedere il padre morente, promettendogli però di incontrarsi subito dopo per risolvere una volta per tutte la questione lasciata in sospeso. Nel frattempo Daniel capisce che Chozen, nipote ed allievo prediletto di Sato, riversa su di lui l'odio che suo zio prova per Miyagi.
Molti anni prima, Sato e Miyagi erano amici ed entrambi allievi di arti marziali del padre di Miyagi. La loro amicizia si ruppe quando Miyagi, ribellandosi alle tradizioni del posto, rese pubblica la sua relazione con Yukie, la donna promessa sposa a Sato, il quale si sentì disonorato e chiese un duello a Miyagi che però rifiutò di combattere contro l'amico, lasciando Okinawa per sempre. Anni dopo, saputo del ritorno di Miyagi ad Okinawa, Sato vuole ottenere il duello tanto atteso per riscattare il proprio onore. Miyagi continua però a rifiutare di battersi con Sato e tenta di riappacificarsi con lui, inutilmente. Nel frattempo, Chozen e i suoi scagnozzi tormentano Daniel prendendo di mira anche la bella Kumiko, nipote di Yukie, con la quale Daniel ha intrapreso una relazione.
Un giorno Sato, spazientito dai continui rifiuti di Miyagi a combattere, ordina che tutto il villaggio venga raso al suolo se Miyagi non acconsente al combattimento. A questo punto Miyagi è costretto ad accettare la sfida di Sato per salvare il villaggio, ma mette una condizione: indipendentemente dall'esito del duello, la proprietà della terra dovrà passare per sempre ai contadini che la lavorano. Sato accetta, invitando Miyagi a non fuggire un'altra volta e minacciando ripercussioni sul villaggio stesso.
Prima che si tenga il duello, però, un giorno un tifone si scatena in tutta la zona, e Sato rimane sepolto sotto le macerie di una costruzione. Chozen non ha il coraggio di affrontare la tempesta per salvare lo zio, così intervengono Daniel e Miyagi che salvano Sato il quale, riconoscente, li ringrazia e si redime. Nel frattempo, una bimba è rimasta intrappolata su una torretta in preda alla tempesta. Daniel si precipita a soccorrerla e Sato ordina a Chozen di andare ad aiutarlo, ricevendo da quest'ultimo un rifiuto di intervenire per orgoglio. Daniel salva la bimba e viene aiutato dallo stesso Sato, che ripudia Chozen, il quale si rende conto di aver perso l'onore ed il rispetto non solo dello zio ma di tutto il villaggio e quindi lancia uno sguardo di sfida verso Daniel per poi scappare in mezzo alla tempesta. Il giorno dopo, Sato va da Miyagi per rinunciare definitivamente al duello, mantenendo però fede all'impegno preso e cedendo la proprietà del villaggio agli abitanti.
La sera della cerimonia, mentre Kumiko si esibisce come danzatrice, improvvisamente Chozen spunta dall'alto e prende la ragazza in ostaggio minacciandola con un coltello, chiedendo di battersi in un duello mortale con Daniel per recuperare l'onore perduto. Daniel è costretto ad accettare, nonostante in precedenza Chozen abbia già dimostrato di essergli superiore in combattimento. In evidente difficoltà, Daniel riacquista fiducia grazie ai presenti che suonano un den-den daiko, strumento musicale del posto e simbolo della nuova tecnica appresa dal maestro Miyagi, raccogliendo le energie rimaste per eseguirla con successo ai danni di Chozen, sconfiggendolo e afferrandolo per il colpo decisivo. Daniel chiede a Chozen di scegliere tra vita e morte: Chozen sceglie la seconda, ma Daniel ripete quanto visto fare al maestro Miyagi con Kreese, risparmiando l'avversario e limitandosi a sbeffeggiarlo.

## Produzione
Il film è stato girato principalmente in California; buona parte delle scene vennero realizzate presso i Warner Brothers Burbank Studios. Per le scene su Okinawa venne scelta l'isola di Oahu, Hawaii.

## Riconoscimenti
- 1987 - Premio Oscar
  - Candidato per la Miglior canzone (Glory of Love)
- 1987 - Golden Globe
  - Candidato per la Miglior canzone originale (Glory of Love)